# Walt Disney World Quest: Magical Racing Tour
Walt Disney World Quest: Magical Racing Tour es un videojuego de carreras basado en las atracciones de Walt Disney World Resort. Fue publicado por Crystal Dynamics y Eidos Interactive en 2000, presentando a Chip y Dale y sus nuevos competidores.